# 波韦达德拉斯辛塔斯
波韦达德拉斯辛塔斯，是西班牙卡斯蒂利亚-莱昂萨拉曼卡省的一个市镇。 总面积24平方公里，总人口330人（2001年），人口密度14人/平方公里。